# Nuri al-Maliki
Nuri al-Maliki (àrab: نوري كامل المالكي, Nūrī Kāmil al-Mālikī) és un polític iraquià que va ocupar el càrrec de Primer ministre de l'Iraq entre 2006 i 2014, quan va dimitir.

## Biografia
Nuri al-Maliki va néixer a la ciutat iraquiana de Hillah, a la província de Babil, l'any 1950; va estudiar i es va llicenciar en Filologia àrab, disciplina en la qual també es va doctorar per la Universitat de Bagdad. També té un màster en Literatura àrab.

## Carrera política
Durant els anys que va estudiar a la Universitat, Maliki es va afiliar al partit polític xiïta Dawa; convertint-se en un fugitiu polític en temps de la dictadura del partit ultranacionalista d'esquerra Baath.
Quan Saddam Hussein es va convertir en el líder del Baath i President de l'Iraq l'any 1979; la persecució contra Dawa i els altres partits de l'oposició es va refermar. L'any 1980 Maliki va ser condemnat a pena de mort per un tribunal del règim de Saddam pel delicte de pertànyer al partit Dawa (Hussein havia promulgat una llei que castigava amb la mort als militants de Dawa).
Maliki va haver d'escapar a l'Iran per a salvar la vida, i a més va haver de canviar el seu nom Nuri per Jawad per a protegir la seva família de la venjança del règim (pràctica molt comuna entre els militants de Dawa que van haver d'exiliar-se). Des de l'Iran, Maliki va seguir lluitant contra el règim; posteriorment se'n va anar a viure a Síria, país on va dirigir l'Oficina de la Guerra Santa; un òrgan del partit Dawa encarregat de comandar als milers de guerrillers d'aquest partit que lluitaven contra l'exèrcit i la 'policia de l'Iraq.
Per tant, Maliki dirigia la lluita armada del seu partit contra la dictadura de Hussein. A Damasc, Maliki fou nomenat President del Comitè d'Acció Comuna; un grup que pretenia formar una coalició de tots els partits polítics iraquians d'oposició.
Aquest grup es va convertir en el primer Congrés Nacional Iraquià; aliança de dotzenes de partits i grups d'oposició que es va fundar el juny de 1992 (encara que Dawa no va entrar-hi formalment fins a l'octubre de 1992). L'any 1995 el partit Dawa es va separar d'aquesta aliança.

## Transició política després de Saddam Hussein
Després de l'enderrocament de Saddam Hussein causada per la invasió nord-americana de 2003; Maliki va retornar a l'Iraq i es va unir al primer Govern de Transició format sota l'ocupació multinacional. Maliki va encapçalar el Comitè de Donis-Baathificació; un òrgan del nou Govern encarregat d'acomiadar o expulsar de l'administració pública a la majoria dels funcionaris pertanyents al partit Baath.
El 30 de gener de 2005, Maliki va ser elegit diputat a l'Assemblea Nacional Constituent de caràcter transitori. Va ser un dels negociadors del bloc xiïta per a arribar a un consens en l'elaboració de la nova Constitució i fou considerat un negociador molt dur pels representants dels altres blocs; al final Maliki seria un dels principals redactors de la Constitució definitiva. Posteriorment Maliki va ser nomenat President de la Comissió de l'Assemblea encarregada dels assumptes de seguretat; i com a tal, va assolir que es redactés una Llei Antiterrorista molt dura per a combatre els terroristes que s'oposaven al nou Govern i a les tropes estrangeres. Tot això li va fer guanyar fama de ser un implacable partidari de la "mà dura" contra els enemics del nou ordre.

## Primer Ministre de l'Iraq
Després que els kurds, sunnites i una gran part dels xiïtes s'oposessin al fet que Ibrahim Al Yafari fos reelegit Primer Ministre; els ulls de la classe política del país es van bolcar cap a Maliki. Ell era el segon líder més important de Dawa (superat només pel mateix Al Yafari); i tenia millors relacions amb els líders polítics kurds i sunnites. Per això es plantejà el seu nom com el d'un home de consens, capaç d'encapçalar un Govern d'Unitat Nacional.
El 22 d'abril de 2006 el President de la República Yalal Talabani va proposar al nou Parlament que Maliki fos escollit Primer Ministre, i el 20 de maig de 2006 el Parlament el va ratificar. L'endemà, 21 de maig, Maliki va presidir el primer Consell de Ministres iraquià del seu Govern. Maliki ha promès mà dura contra la insurrecció, però al mateix temps va esmentar que negociaria amb tots els grups ètnics i religiosos del país per a avançar en una reconciliació nacional que permeti obtenir la pau.

### Gener de 2007 i finals de 2009
El 2 de gener de 2007, el Wall Street Journal va publicar una entrevista amb al-Maliki en la qual deia que desitjaria acabar el seu mandat abans que acabara en 2009.
En 2007, oficials militars anònims estatunidencs van al·legar que al-Maliki estava reemplaçant per lleials al partit els comandants iraquians que havien pres mesures enèrgiques contra les milícies xiïtes. Un portaveu d'al-Maliki va negar tal afirmació.
En maig de 2007,el Partit Islàmic Dawa va retirar Jaafari i va triar al-Maliki com a Secretari General del Partit Dawa.